# Sphaerodactylus darlingtoni
Sphaerodactylus darlingtoni är en ödleart som beskrevs av  Shreve 1968. Sphaerodactylus darlingtoni ingår i släktet Sphaerodactylus och familjen geckoödlor.

## Underarter
Arten delas in i följande underarter:
- S. d. darlingtoni
- S. d. noblei
- S. d. bobilini
- S. d. mekistus